# SJ X2

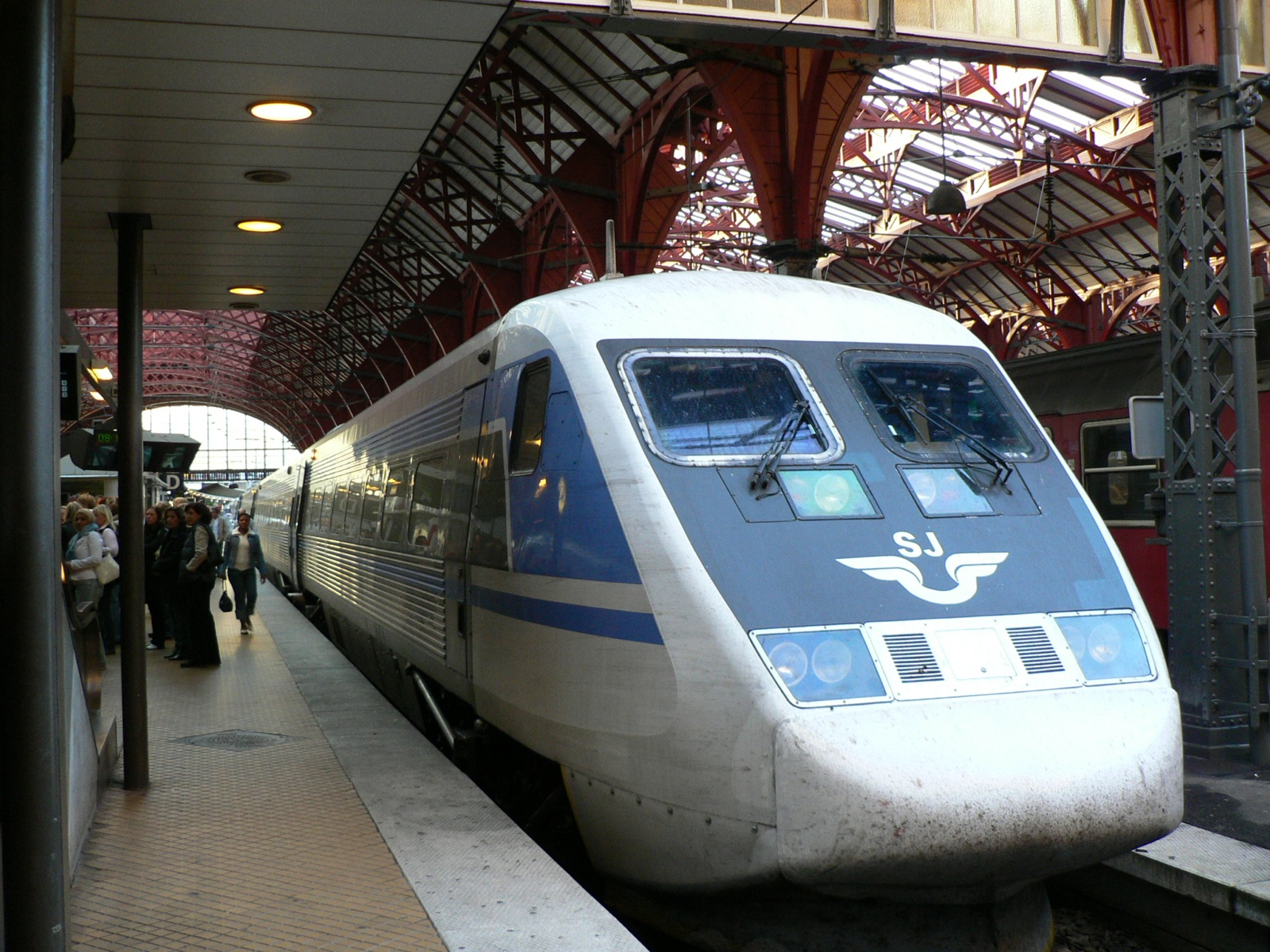
Ein X2000 in ehemaliger Farbgebung (2005)

SJ X2 ist eine Baureihe von  Hochgeschwindigkeitszügen der schwedischen Staatsbahngesellschaft SJ AB. Die Züge sind allgemein unter dem geschützten Markennamen X2000 bekannt.

## Geschichte
Durch die im Vergleich zu Mitteleuropa gänzlich andere Siedlungsstruktur in Schweden bot es sich nicht an, kostspielige Hochgeschwindigkeitsstrecken zu bauen. Die hügelige und bergige Landschaft Schwedens würde Neubaustrecken zusätzlich verteuern. So hätte eine solche Neubaustrecke zwischen Stockholm und Göteborg, den zwei größten Städten Schwedens, inklusive der Fahrzeuge in den 1990er Jahren rund neun Milliarden schwedische Kronen gekostet.
Daher entschieden sich die Schwedischen Staatsbahnen (SJ) für einen Triebzug der Baureihe X2 mit Neigetechnik, mit dem bestehende Strecken schneller befahren werden können. Die Bezeichnung X2000 wurde als Produktname des  Hochgeschwindigkeitsverkehrs gewählt. Sie wird in Schweden gleich verwendet wie die Bezeichnung ICE in Deutschland für den Hochgeschwindigkeitsverkehr der Deutschen Bahn.
Bis 1989 waren 20 Triebzüge bestellt. Die Züge sind vollklimatisiert und waren zu Beginn mit einem fest installierten Mobiltelefon ausgerüstet. Die vorgesehene fahrplanmäßige Höchstgeschwindigkeit lag bei 200 km/h, die Züge waren technisch für 210 km/h ausgelegt. Zehn der zwanzig Einheiten waren für die Strecke Stockholm–Göteborg bestimmt, weitere Garnituren sollten auf den Strecken Stockholm–Malmö und Stockholm–Östergötland eingesetzt werden. Die Züge wurden im Werk Västerås der ABB zu einem Stückpreis von 100 Millionen Schwedischen Kronen gebaut; die Entwicklung der Züge hatte bis 1989 zwei Milliarden Kronen gekostet.
Mitte 1991 wurde eine von ABB zur Verfügung gestellte X-2000-Einheit im Netz der Deutschen Bundesbahn technisch erprobt. Die Probefahrten erfolgten auf der Strecke zwischen Trier und Saarbrücken sowie im Raum Stuttgart. Die DB rechnete auf etwa zehn deutschen Strecken mit wirtschaftlich sinnvollen Einsatzmöglichkeiten.
Ein X2-Triebzug stellte mit 276 km/h einen Geschwindigkeitsrekord für Schienenfahrzeuge in Schweden auf. Dieser wurde am 26. Juli 2006 durch einen 281 km/h schnellen Regina-Triebzug überboten.

## Betriebsbeginn 1990 und weitere Bestellungen
Im September 1990 nahm die Gesellschaft den Betrieb auf der Strecke Stockholm–Göteborg auf. Die erste Serie von 20 Einheiten wurde bis 1994 ausgeliefert. 2006 verkehrten die X2 auf mehreren Strecken, zum Beispiel von Kopenhagen in Dänemark bis Härnösand in Nordschweden.

## X2-2
Anfang 1993 bestellte das Unternehmen 14 Kurzzüge mit je einem Triebkopf, zwei Mittelwagen und einem Steuerwagen (Auftragsvolumen: 220 Millionen D-Mark) für den Einsatz auf der Kust till kust-bana Göteborg–Kalmar/Karlskrona, verbunden mit einer Option auf 15 weitere Garnituren. Die Baureihenbezeichnung X2-2 (X2 minus 2 wegen der beiden fehlenden Mittelwagen gegenüber der Langgarnitur) wurde nicht angeschrieben, die Züge erhielten zur Unterscheidung einen roten Streifen. Der Fernverkehr nahm jedoch stark zu und so wurden alle Züge auf den Hauptstrecken benötigt. Ende der 1990er Jahre wurden daher die X2-2-Züge mit zusätzlichen Mittelwagen auf die übliche Länge umgestellt.
Mitte der 1990er Jahre wurden einige Züge um einen siebenten Mittelwagen verstärkt. Heute verkehren die Garnituren als fünf- und sechsteilige Züge.
Ende 1995 bestellten die SJ sieben weitere X2-Triebköpfe sowie 28 Mittelwagen. Das Auftragsvolumen lag bei umgerechnet rund 200 Millionen D-Mark, die Auslieferung der ersten Fahrzeuge war für Juli 1996 geplant. Darüber hinaus bestand eine Option zur Lieferung von sechs zusätzlichen Zügen gleichen Typs sowie verschiedenen Varianten für den Auslandsverkehr.

## Einsatz im Ausland

### Amtrak

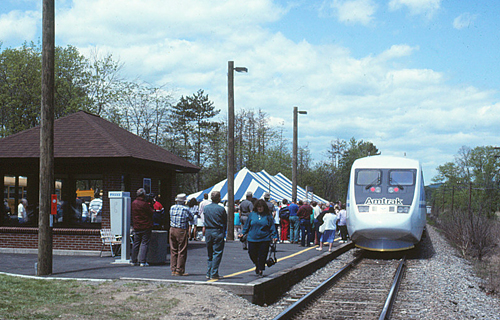
X2000 während der Demonstrationstour durch Nordamerika im Mai 1993

Die amerikanische Eisenbahngesellschaft Amtrak suchte Anfang der 1990er Jahre Fahrzeuge für den Northeast Corridor zwischen Boston, MA und Washington, DC. Zur Erprobung und Demonstration wurde neben einem deutschen ICE 1 eine X2-Garnitur von den SJ ausgeliehen. Der Zug wurde einige Wochen im Reisezugverkehr an der Ostküste eingesetzt, bevor er auf einer Rundtour durch die USA der Bevölkerung vorgestellt wurde.

### NSB
Norges Statsbaner BA liehen Ende 1996 gegen eine Gebühr von umgerechnet rund zwei Millionen D-Mark eine X2-Garnitur der SJ aus. Der Triebzug kam bis 21. Dezember auf der Strecke Oslo–Kristiansand zum Einsatz und legte dabei die 353 km lange Strecke in einer Fahrzeit von drei Stunden und 48 Minuten zurück. Bis dahin lag die Reisezeit bei vier Stunden und 24 Minuten. Die damaligen Planungen der NSB sahen vor, sechs oder sieben Neigezüge ab 1999 auf der Strecke im Regeldienst einzusetzen. Weitere Strecken waren geplant. Die NSB verwenden seit 1999 Neigezüge der Baureihe Type 73 im Regeldienst.

### Linx

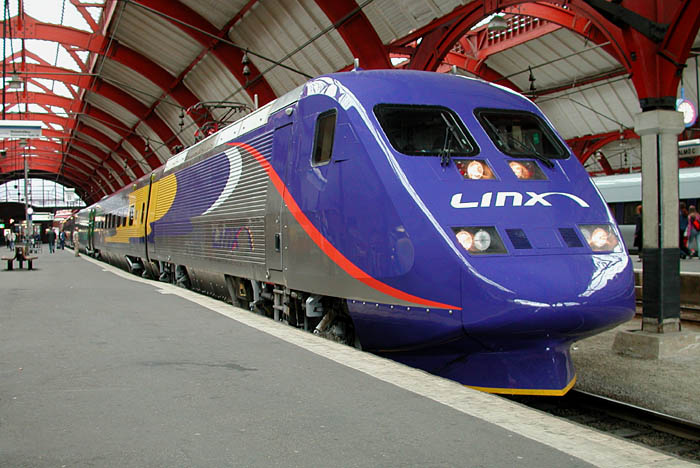
Linxtåg in Malmö C

In den Jahren 2000 bis 2004 wurden sieben Einheiten (X2 2029–2031, 2034, 2035, 2038 und 2042) von der privaten Bahngesellschaft Linx betrieben. Diese setzte sie zwischen Oslo, Göteborg, Malmö und Kopenhagen ein. Linx war ein Joint-Venture zwischen den SJ und den Norges Statsbaner. Das vorzeitige Ende kam, als die SJ die Züge auf rentableren Verbindungen in Schweden einsetzen wollte. Ein weiterer Grund war ein spürbarer Fahrgastrückgang auf diesen Verbindungen, bedingt durch die Billigflugkonkurrenz.

### CX2

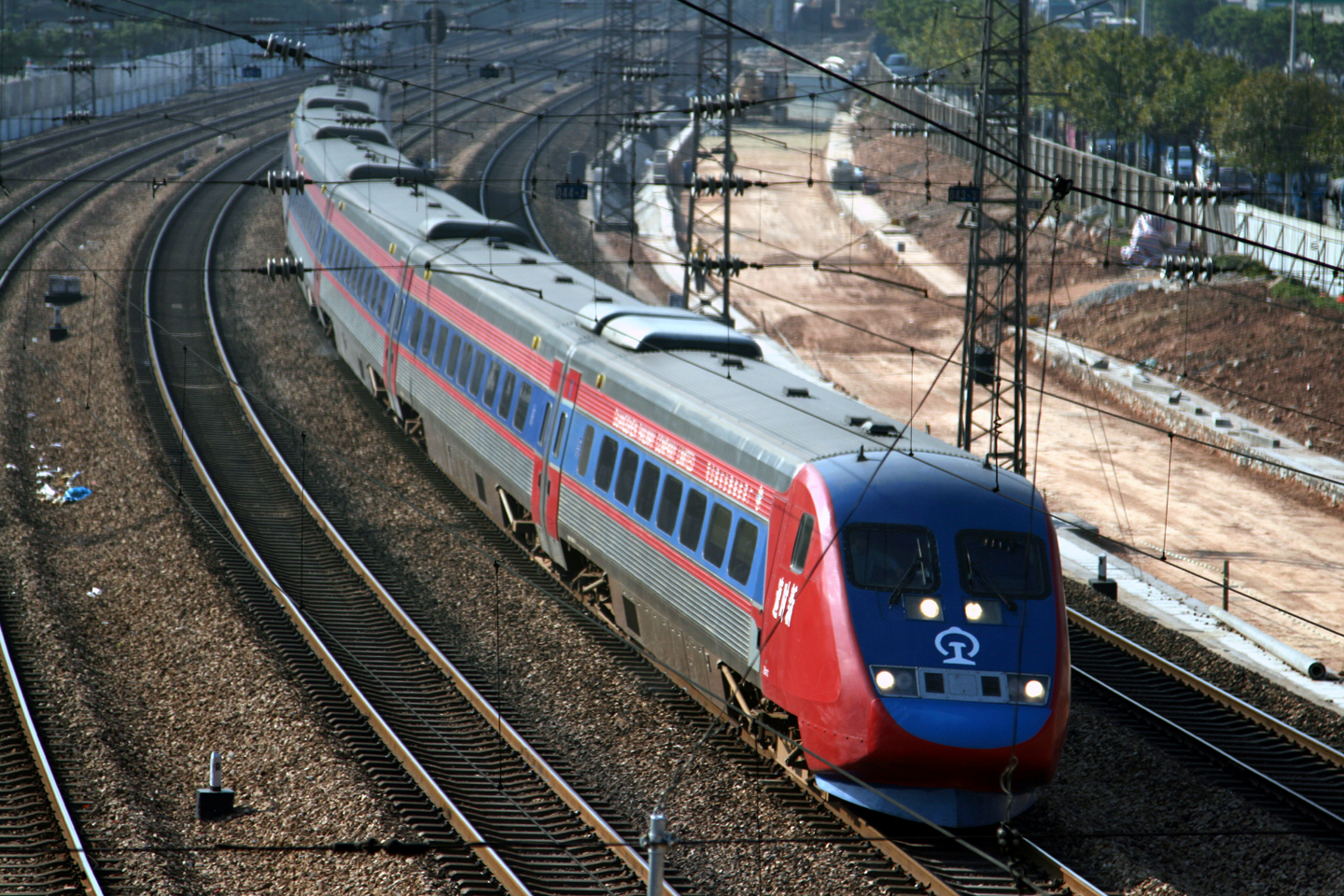
Der CX2 in China

Ab Sommer 1998 sollte ein X 2 als erster Hochgeschwindigkeitszug in der Volksrepublik China verkehren. Dazu hatte der Hersteller eine Einheit (CX2 2088, UB2FK 2883–2886, UBS2FK 2922 und CUB2XFK 2545) auf eigene Rechnung gebaut und im Januar 1998 von Göteborg aus verschiffen lassen. Nach einer dreimonatigen Test- und Abnahmephase sollte der Zug zwei Jahre lang auf der Guangshen Railway zwischen Guangzhou und Hongkong verkehren. Eine Rückkehr des für das chinesische Bahnstromsystem angepassten Zuges galt Anfang 1998 als unwahrscheinlich. Der Planverkehr unter der Bezeichnung Xinshisu dauerte bis 2007 an. Danach wurde die Einheit nach Sichuan überführt, dort jedoch wegen eines Erdbebens 2008 nicht mehr in Betrieb genommen. 2012 wurde der Zug von den SJ erworben und nach Schweden zurückgeführt. Dort wurden die Zwischenwagen der X2-Serie angepasst und in UA2 2883–2886 und UB2 2922 umgezeichnet. Der Triebkopf und der Steuerwagen wurden abgestellt und 2012 im Sveriges Järnvägsmuseum in Gävle der Öffentlichkeit präsentiert.

## Geschwindigkeitserhöhung und Alternativen

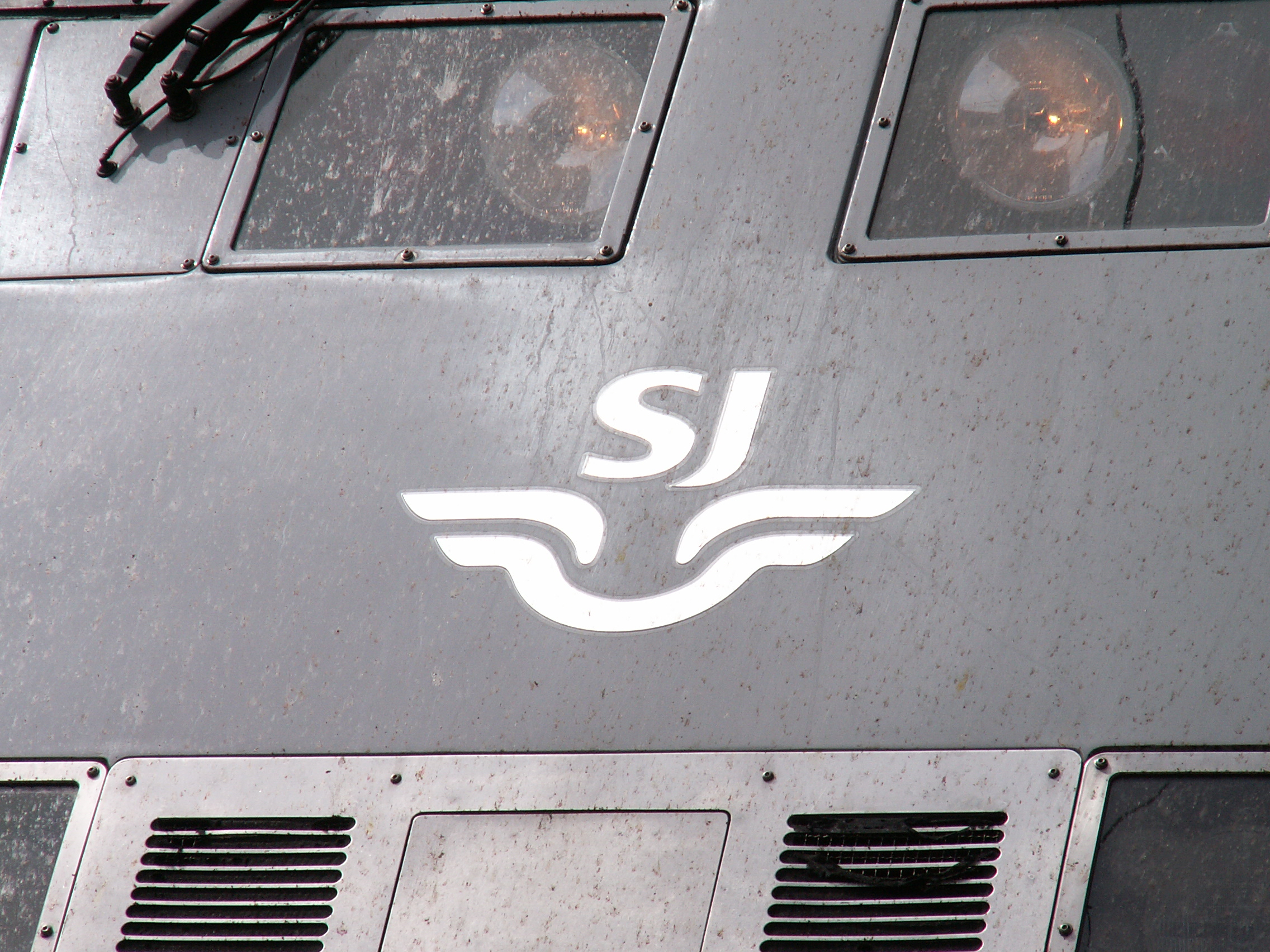
Logo von Statens Järnvägar am Triebkopf eines X2 (2007)

Für die Botniabanan wurde erwogen, die Höchstgeschwindigkeit der Triebzüge auf 250 km/h zu erhöhen. Nachdem Untersuchungen von Bombardier für die dazu notwendige Umrüstung Kosten in Höhe einer halben Milliarde Schwedischer Kronen (rund 53 Millionen Euro) ergeben hatte, wurde dieses Vorhaben Ende 2005 verworfen. Stattdessen sollten binnen fünf Jahren neue, für 250 km/h geeignete Triebzüge unter der Bezeichnung Gröna Tåget beschafft werden. Ein Kauf von ICE- oder TGV-Zügen wurde aufgrund des vergleichsweise großzügigen schwedischen Lichtraumprofils nicht weiter erwogen, um Komforteinbußen zu vermeiden.

## Ausstattung

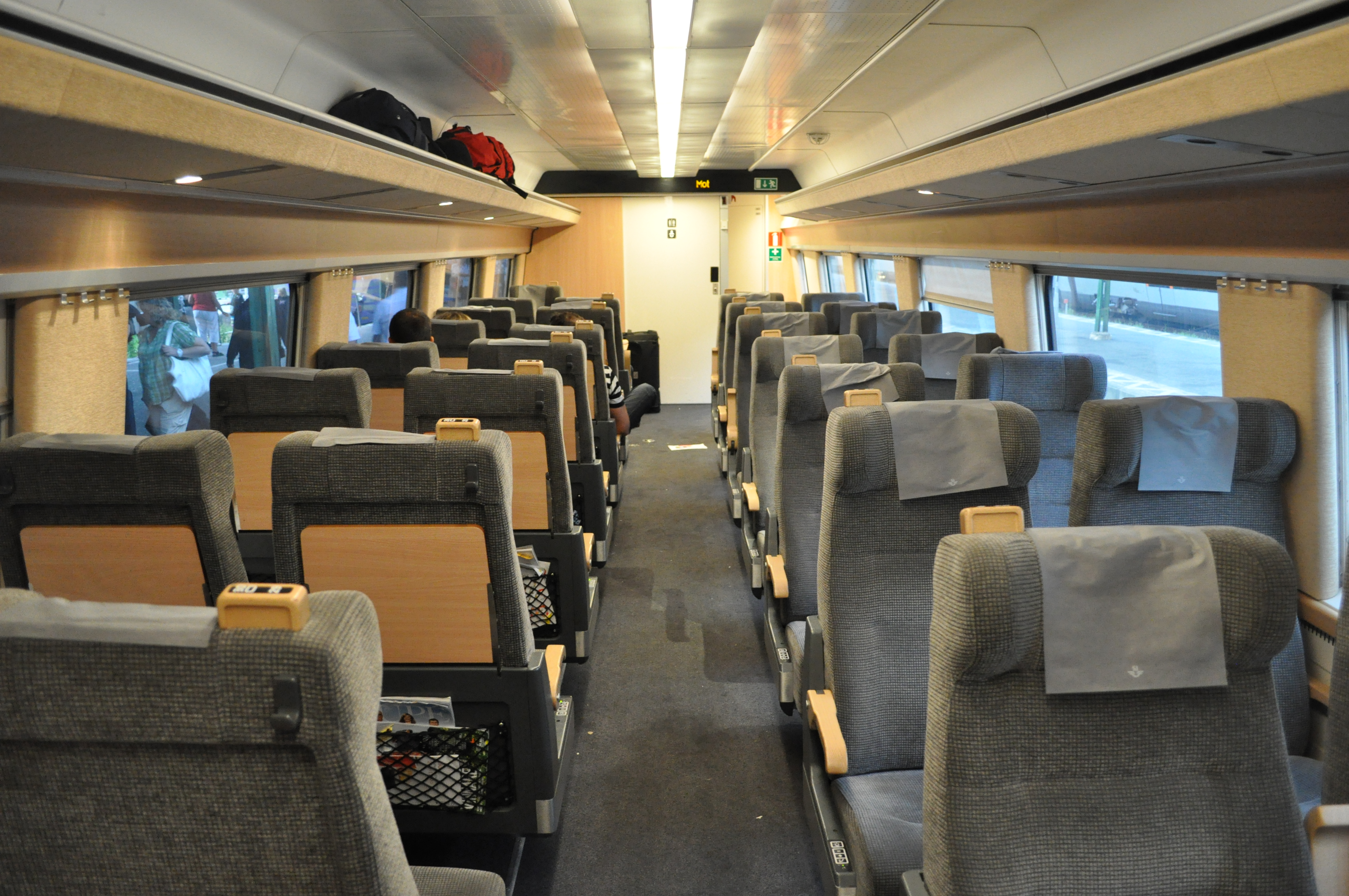
Innenraum eines Mittelwagens zweiter Klasse

Der Zug besteht normalerweise aus einem Triebkopf mit vier bis fünf Mittel- und einem Steuerwagen. In einem der Mittelwagen befindet sich ein Zugrestaurant. Die Vielfachsteuerung ermöglicht, zwei Einheiten zu kuppeln. Damit entsteht ein Zug mit elf Wagen und zwei Triebköpfen. Übergangsmöglichkeiten zwischen beiden Einheiten gibt es jedoch nicht. Die Linx-Züge fuhren mit nur vier Mittelwagen.
Die fünfteiligen Einheiten bieten 261 Reisenden Platz, die sechsteiligen 309. Zwei weitere Plätze stehen für Rollstuhlfahrer zur Verfügung. Der erste-Klasse-Anteil ist mit zwei Wagen ungewöhnlich hoch. Weil die Auslastung dem nicht entsprach und gleichzeitig die Nachfrage in der zweiten Klasse das Angebot überstieg, wurde der erste-Klasse-Bereich flexibel und ohne wagenbauliche Änderungen bis auf einen halben Wagen verkleinert. Die erste Klasse wird durch die im Fahrpreis enthaltene Verpflegung am Platz definiert. Allen Fahrgästen steht ein Bistro mit Selbstbedienung zur Verfügung, welches in der Hälfte des Wagens 4 jeder Garnitur untergebracht ist.
Anfang 2005 lief die Modernisierung der X-2000-Flotte an. Dabei erhielten die Züge einen neuen Anstrich sowie eine neue Inneneinrichtung. Der erste Zug wurde ab 16. Februar 2005 im Fahrgastbetrieb eingesetzt. Bei unveränderter Sitzplatzzahl wurden im Rahmen des Redesigns alle Züge mit WLAN ausgestattet und mit einer neuen Farbgebung in grau (zuvor weiß-blau) versehen. Es wurden außerdem Verstärker eingebaut, um den Empfang mit Mobiltelefonen zu verbessern.
Die Mitnahme von Fahrrädern ist in den X2 nicht zugelassen.

## Technik

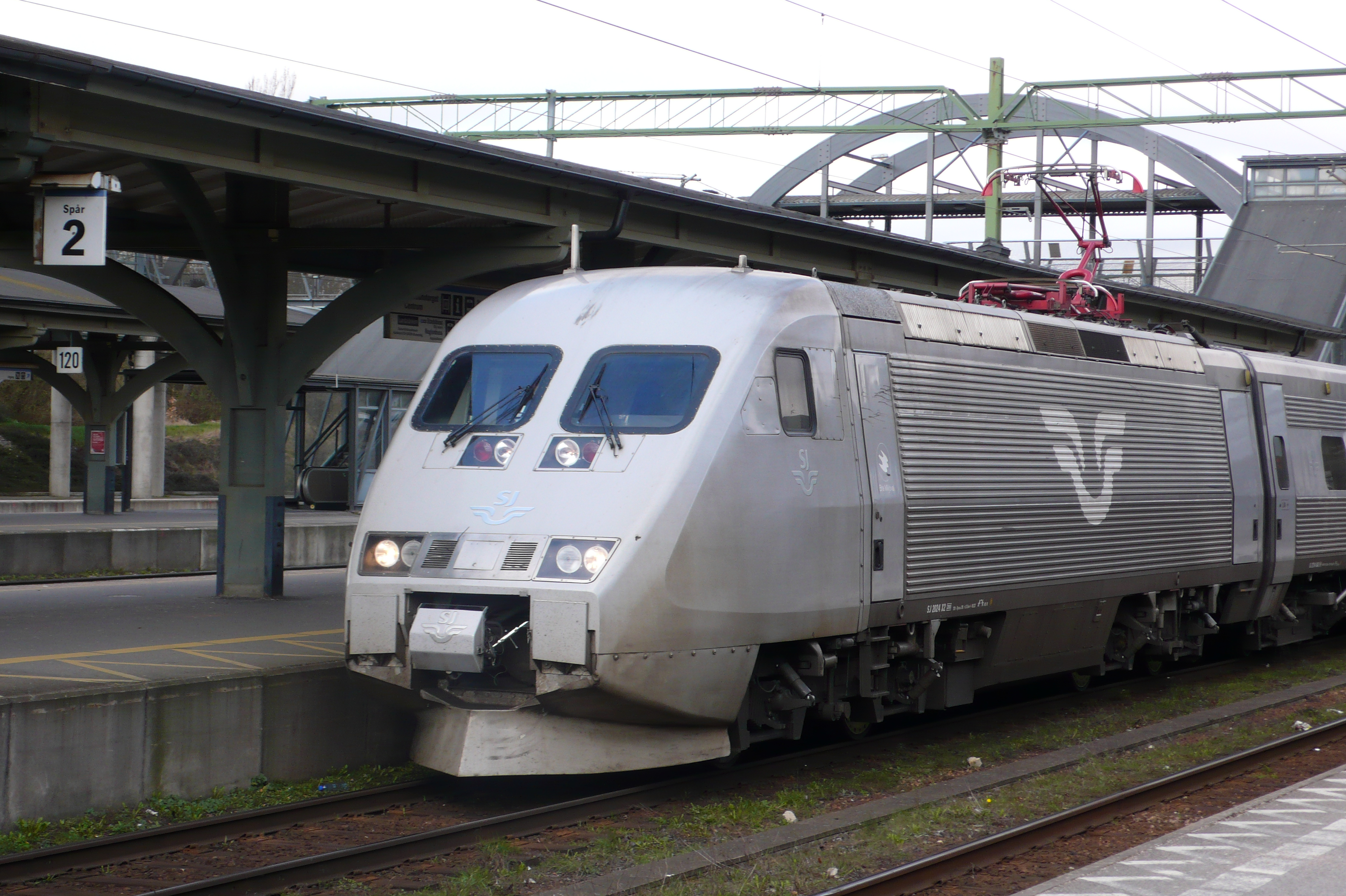
Ein X2 im Bahnhof Lund C

Jeder Triebkopf besitzt vier Drehstrom-Asynchronmotoren. Die Steuerung erfolgt mittels GTO-Thyristoren mit einer Frequenz zwischen 0 und 120 Hz. Die maximale Achslast liegt bei 18,5 Tonnen.
Die Neigetechnik wird richtungsabhängig von einem Beschleunigungsmesser im führenden Fahrzeug gesteuert. Der Neigungswinkel ist abhängig von Geschwindigkeit und Bogenradius, er wird in jedem Wagen an den Drehgestellen gemessen und hydraulisch eingestellt. Die Neigung liegt bei maximal 6,5 Grad, die Neigungsänderung bei höchstens vier Grad pro Sekunde. Bei Geschwindigkeiten unter 70 km/h ist die Neigetechnik nicht aktiv. Die Technik wird so eingeschränkt, dass ein Reisender auf einem Eckplatz des Wagens nie 30 cm höher oder tiefer als ein anderer im selben Wagen sitzt. Die Triebköpfe selbst verfügen über keine Neigetechnik. Ein besonderer Lokführersitz mit verstärktem Seitenhalt gleicht die erhöhte Seitenbeschleunigung aus.
Eine Besonderheit der Züge ist die radiale Einstellbarkeit der einzelnen Achsen in jedem Drehgestell. Auf den bogenreichen Strecken Schwedens kann sich so jede Achse einzeln der Strecke anpassen. Dadurch reduziert sich die Reibung erheblich, was zu Einsparungen beim Energieverbrauch und geringerem Materialverschleiß führt.
Am 29. Juni 1998 brach eine Achse eines X2 bei Hallsberg. Der mit höchstens 100 km/h fahrende Zug entgleiste nicht. Bis zur Klärung der Unfallursache wurde die Höchstgeschwindigkeit der Züge auf 160 km/h herabgesetzt. Bereits fünf Tage zuvor waren bei einer Routineüberprüfung Risse an einem Rad eines X2 gefunden worden. Bei der Untersuchung der 70 an zwölf Zügen eingebauten Räder der Adtranz-Tochter Surahammars Bruk wurden sieben Risse festgestellt.
Am 19. Februar 2001 brach bei Mjölby bei einem Zug auf dem Weg von Stockholm nach Kopenhagen eine Achse. Personen kamen nicht zu Schaden; die Höchstgeschwindigkeit wurde vorübergehend auf 160 km/h herabgesetzt. Bei Überprüfungen wurden keine weiteren Risse gefunden.

## SJ X2K
In den Jahren 2000 bis 2001 wurden die Züge X2 2031–2034 und 2036–2043 für den Betrieb in Dänemark umgerüstet, damit der Einsatz auf der Öresundverbindung möglich wurde. Neben dem Einbau der dänischen Zugbeeinflussungseinrichtung beinhaltete dies die Umrüstung der Triebköpfe für den Zweifrequenzbetrieb, da die dänischen Fernstrecken abweichend mit 25 kV bei 50 Hz elektrifiziert sind. Die Baureihenbezeichnung der Triebköpfe änderte sich auf X2K.

## Strecken
Das Einsatzgebiet erstreckt sich von Stockholm in den Norden Schwedens bis Falun, Östersund, Sundsvall und Härnösand, in den Westen bis Arvika, Uddevalla und Göteborg, in den Süden bis Malmö und Kopenhagen (Dänemark).

## Auswirkungen
Die Züge haben spürbare Auswirkungen auf die SJ und den schwedischen Schienenverkehr hinterlassen. Steigende Fahrgastzahlen, verbunden mit sinkenden Betriebsausgaben bei gleichzeitig beschleunigten und effizienteren Einsätzen halfen den SJ, profitabel zu werden.
Die X2 bewiesen, dass Innovation im Schienenverkehr auch in Schweden möglich ist. 1991 begann die Regierung mit einem umfangreichen Investitionsprogramm zum Ausbau des Schienennetzes, das jährlich 5 bis 10 Mrd. Kronen umfasste. Das Programm besteht bis heute und wird noch erweitert. Ein Meilenstein wurde in den späten 1990er Jahren erreicht, als die Zahl der Fahrgäste erstmals den Wert des Jahres 1940 überstieg.
Seit 1990 wurden außerdem einige Neubaustrecken gebaut. Dazu gehören die Öresundverbindung, die Arlanda-Flughafenbahn, die vom X3 befahren wird und die 80 km lange Svealandlinie (Stockholm) – Södertälje – Eskilstuna (heute mit X40 befahren).

## Zukunft
Am 12. September 2010 kam es zu einem Unglück mit einem Todesopfer, als ein X2-Zug mit einem Baufahrzeug kollidierte.
Aufgrund des Alters der X2-Züge und des Verlustes zweier Einheiten durch Unfälle (Fahrt in den Prellbock im Bahnhof Malmö am 1. Januar 2011, Kollision mit Kran eines Baufahrzeuges zwischen Norrköping und Linköping am 12. September 2010), planen die SJ eine Erneuerung und Erweiterung ihrer bestehenden Flotte. Zur Entlastung der bestehenden X2-Flotte wurden ab August 2011 bereits neue Züge des Typs X55, die in Schweden unter der Schutzmarke SJ3000 verkehren, beschafft. Bei den X55 handelt es sich um Triebzüge des Types Bombardier Regina ohne Neigetechnik.
Mit dem Projekt Gröna Tåget wurde von 2005 bis 2012 die Entwicklung von Konzepten und Technologien für umweltfreundliche Neigetechnikzüge mit 250 km/h Höchstgeschwindigkeit, die speziell für den Einsatz auf bestehenden Strecken in kalten Regionen geeignet sind, untersucht. Damit wurde eine der Möglichkeiten, die X2 in naher Zukunft zu ersetzen, überprüft.

### Modernisierung
Anfang 2014 beschlossen SJ, alle Züge der Reihe X2 für 3,5 Milliarden SEK (~400 Millionen Euro) zu modernisieren. Hauptausrüster mit einem Anteil von 1,4 Mrd. SEK (~ 160 Millionen Euro) ist ABB, die in einem ersten Schritt die Computer-, Antriebs- und Zugbeeinflussungsanlagen austauschen werden. Diese befinden sich noch auf dem Stand der 1980er Jahre. Die Produktion der Komponenten erfolgt in der Schweiz, der Einbau in Schweden. Später wird die Inneneinrichtung modernisiert. Die ersten modernisierten Züge wollte ABB 2015 ausliefern, danach waren Testfahrten geplant. Die SJ erwarteten die Wiederinbetriebnahme zwischen 2016 und dem ersten Quartal 2019.[veraltet] Es wurde erwartet, dass sich der Stromverbrauch der Züge um 10 % verringert und diese für weitere 20 Jahre im Dienst bleiben.
Im April 2016 wurde der Auftrag für die Erneuerung der Inneneinrichtung vergeben. Nach einem überarbeiteten Zeitplan sollte die erste modernisierte Einheit 2017 in Betrieb gehen, bis 2019 sollte der Auftrag abgeschlossen sein.
Diese Umbaumaßnahmen beinhalten:
- Ersatz der kompletten Inneneinrichtung mit neuen Gepäckablagen und Raum für Kinderwagen, neue Beleuchtung und Toilettenbereiche, Küchenzeile in der 1. Klasse
- Verbesserung der Eigendiagnose und Fernüberwachung mit 3000 Messpunkten, die von 110 Computern im Zug erfasst und gesendet werden können
- Erneuerung der Bistroeinrichtung, die Sitze werden durch Stehtische mit Steckdosen ersetzt: dafür entstehen 16 neue Sitzplätze für Fahrgäste
- Neue digitale Hinweisschilder im Zuginnern
- Neue Sitze mit ergonomischen Eigenschaften und hohem Sitzkomfort

Zusätzlich zu den geplanten Umbauarbeiten kamen neue Drehgestellrahmen und ein neues Türsystem hinzu.
Zwei Triebzüge, von denen einer nur aus einem Triebkopf und einem Steuerwagen bestand, wurden in Dänemark erprobt, um den Betrieb der umgebauten Züge in Dänemark genehmigen können.
Die offizielle Vorstellung des ersten umgebauten Zuges erfolgte am 16. November 2021. Zu diesem Zeitpunkt war der siebte Zug im ehemaligen SJ-Ausbesserungswerk, in der von Swedtrac übernommenen und nun Stadler gehörenden Werkstätte Tillberga zum Umbau. Von den 250 Mitarbeitenden des Werkes sind 200 mit der Aufarbeitung des X2 beschäftigt. Der Umbau soll 2025 abgeschlossen sein. Zudem soll Stadler in Tillberga im Auftrag von Hitachi den Einbau der ETCS-Fahrzeuggeräte bei den Baureihen X2 und X40 durchführen.